# قشلاق چوخلی قوئی حاج حسن اختری
قشلاق چوخلی قوئی حاج حسن اختری یک منطقهٔ مسکونی در ایران است که در دهستان قشلاق غربی واقع شده‌است. قشلاق چوخلی قوئی حاج حسن اختری ۳۴ نفر جمعیت دارد.